# Kilim

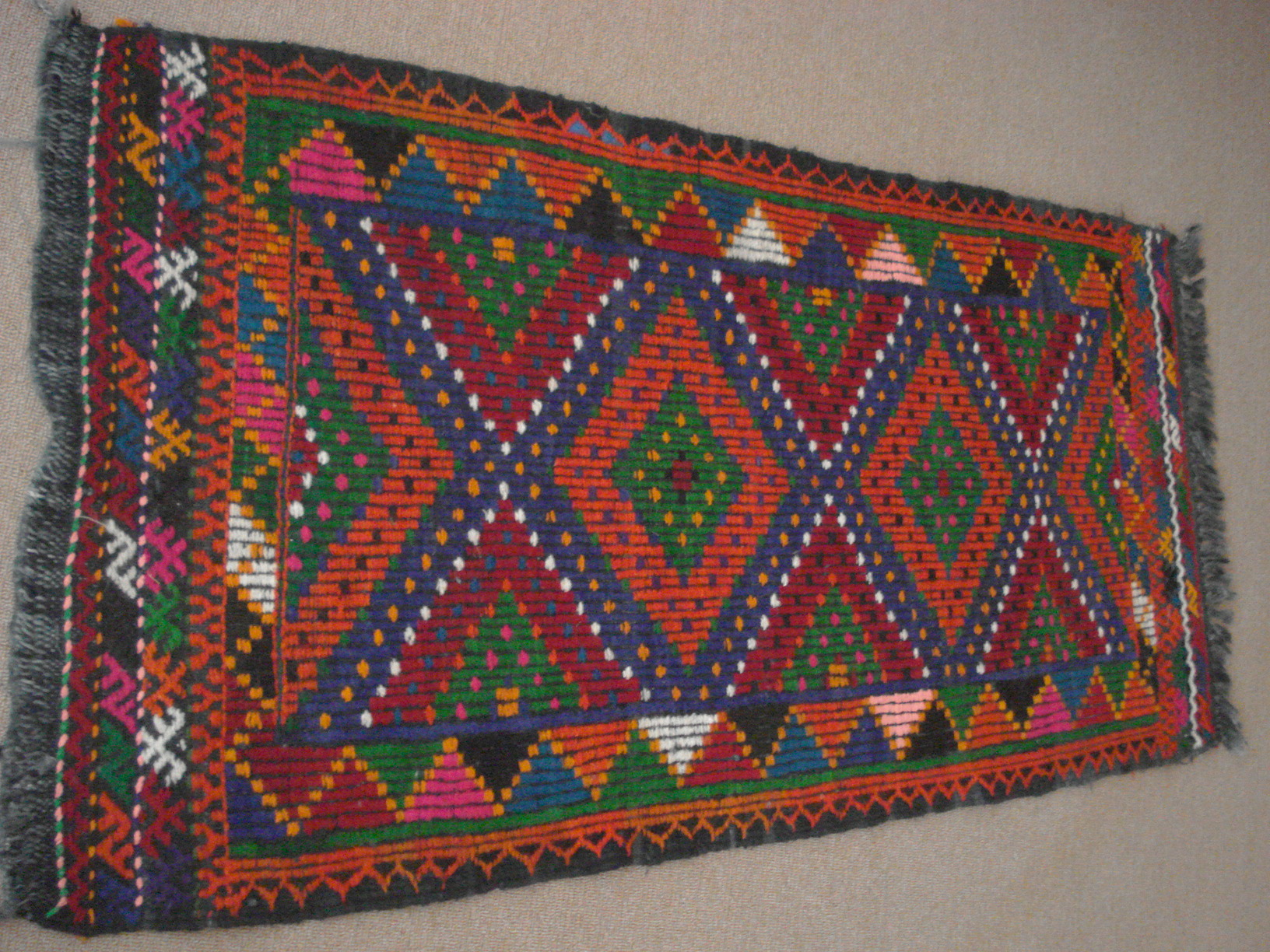
Kilim Törökországból

A kilim szőtt, csomózás nélkül készült szőnyeg és nomád használati tárgy Közép- és Kisázsiából, a Kaukázusból és Észak-Afrikából. Ezek a nomád életformával kapcsolatos textiltermékek különböző kultúrákban is megtalálhatók, mindenhol, ahol a szövés technikáját ismerték. A szőtt kilimek időben korábban jelentek meg, mint a csomózott technikájú szőnyegek, a kilimek mintázata is ősi, évezredeken átívelő motívumok köszönnek vissza a ma szőtt darabokon. Fekvő vagy álló szövőszéken kézzel szövik, birkagyapjúból vagy kecskeszőrből, néha selyemből.
Világszerte elterjedt, az európai, de főként a skandináv népek is előszeretettel szőttek ezzel a technikával, de az észak-amerikai indián törzsek, pl. a navahó indiánok már a 10. században is használták ezt a módszert.  
A kilimet lánc- és vetülékfonalak vetülékfelületű összedolgozásával állítják elő. A vetülékfonalak tömörítésének köszönhetően a láncfonalak nem láthatók. Általában kétoldalasak, azaz a minta mindkét oldalukon  egyaránt felismerhető. A lebegő fonalvégeket a szövő eldolgozza a szövés hátoldalán. 
Szabályos kilimszövésről beszélünk, ha a vetülékfonalak vízszintesen fekszenek a láncsorokon, szabálytalan, ha a vetülékek a vízszintestől eltérve inkább a  minta vonalát követik. A különböző színű vetülékfonalakkal kirajzolt mintaelemek közötti kapcsolat lehet szabad (lyukas, angol: slitkilim, német:Schlitzkilim), illetve kötött, azaz a keletkező réseket csomózással, vagy ún. kivarrással,  szumáksorral fedik el. Ez utóbbi eljárás a hímzéshez hasonló, és nem utólag, hanem szövés közben végzik. A réseket még beépített fonalakkal is el lehet tüntetni, ami leginkább a  dzsidzsimtechnika megoldásaira hasonlít. 
A lánc- és vetülékfonalak szabályos szövéséből származó kilimek eddig ismert legfinomabb típusai 4-6 láncfonal/cm, ill. 20-25 vetülékvonal/cm sűrűséggel készültek. Szabályként alkalmazták, hogy a vízszintesen, egyenesen haladó minták 5-15 cm szélességűek lehetnek, függőlegesen legfeljebb 2-3 cm magasak. Ekkor ugyanis nem keletkeznek hosszú, a későbbi használat során kritikus rések.

### A kilim földrajzi eredete
A kilimek földrajzi eredete szorosan kapcsolódik a Közel-Kelethez, Közép-Ázsiához, Észak-Afrikához és a Balkánhoz. A szövési technikák és minták ezekben a régiókban fejlődtek ki, ahol a nomád és helyi törzsek életmódjukhoz igazítva készítették ezeket a gyönyörű szőnyegeket.
Törökország az egyik legfontosabb kilim készítő központ, ahol az Anatóliai-fennsíkon élő törzsek generációkon keresztül adták tovább szövési tudásukat.
Iránban, különösen a perzsa törzsek körében, a kilimek rendkívül kifinomult mintázatokat és színezéseket kaptak.
Afganisztánban, először a vándorló nomád törzsek készítették a kilimeket sátraik melegen tartására, amíg a városban lakók fel nem figyeltek ezekre az értékes textíliákra.
A Kaukázus régiójában található Azerbajdzsán, Grúzia és Örményország szintén híres a Kilimeiről, melyek gyakran bonyolult geometriai mintákat tartalmaznak.
Észak-Afrikában a berber törzsek kilimei híresek erőteljes színeikről és egyszerű, mégis kifejező motívumaikról.
A Balkán régióban, különösen Bulgáriában és Romániában, a tradiciónális Kilim szőnyegek szintén fontos kézműves termékek.

## Szövéstípusok és kötések

Kötés nélküli kilimszövés ún. schlitzzel
Kilimszövés egyszerű kötéssel
Kilimszövés, a vetülék közös láncfonalon fordul, a Székelyföldön használatos kötéstípus
Kilimszövés hozzáadott láncfonalakkal
Kilimszövés beépített szállal, ún. dzsidzsimtechnika használata
Kilimszövés szumáksoros, egy láncfonalas fordulással
Duplacsomós kilimkötés
Szabálytalan kilimszövés

## Gyakori motívumok

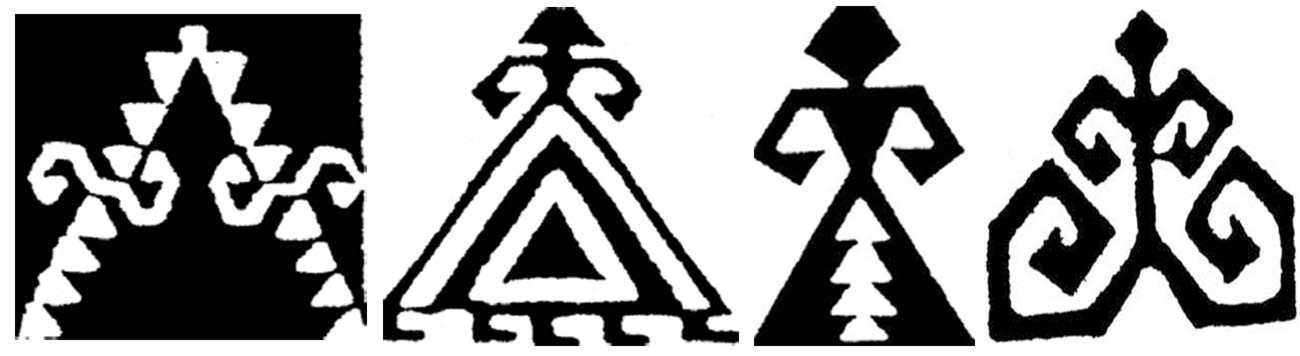
Női stilizált figurák, anyaság
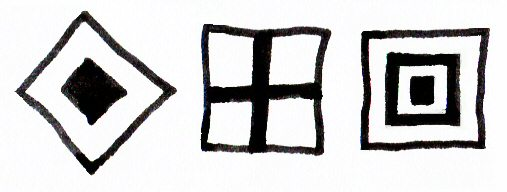
Szem (Göz), a rossz szellemtől való védelemre
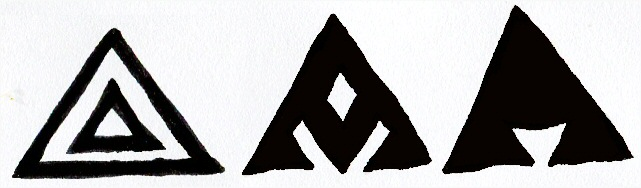
Amulett (Muska), védelemre és jó szerencsére
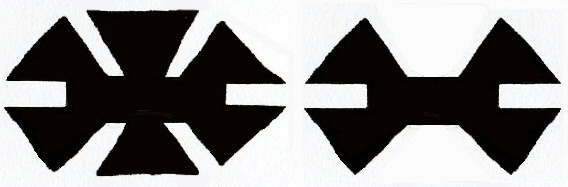
Farkasszáj, (Kurt Aǧzi), a farkasok elleni védelemre
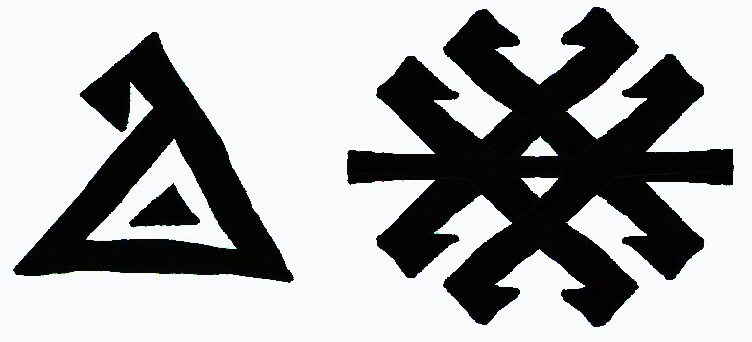
Skorpió (Akrep)